# Valverde de Campos
Valverde de Campos es un municipio y localidad española de la provincia de Valladolid, en la comunidad autónoma de Castilla y León. Forma parte de la comarca de Tierra de Campos. Se encuentra situada en el Camino de Santiago de Madrid.

## Toponimia
El nombre de esta localidad procede de Valle verde de Campos.

## Historia

### Edad Antigua
Poco se sabe de la historia del lugar de Valverde de Campos en época prerromana. El territorio sobre el que hoy se asienta Valverde de Campos estaba contenido entonces en el área habitada por los vacceos.
Del periodo visigodo se ha encontrado una necrópolis con sepulturas visigodas en Las Adoberas.
De época romana se han hallado tégulas junto a la ermita, que apuntan sin duda a la existencia de una villa en ese lugar. También un camino de Medina de Rioseco a La Mudarra, Castromonte y Villalba de los Alcores. Además, se ha encontrado un "as con el tipo del jinete". Recientemente se han descubierto restos de la vía romana que unía Villalazán con Montealegre, que se ha propuesto que equivaldrían a Ocelo Duri y Amallobriga respectivamente. Esta vía atravesaba el yacimiento romano de Las Quintanas, situado entre Valverde de Campos y Medina de Rioseco, a escasos dos kilómetros de Valverde, en la zona de campiña al noroeste del Alto de los Caballeros. Debido a su extensión, este sitio de Las Quintanas quizá se trate de una ciudad romana desconocida.

### Edad Media
En esta aldea, en el año 1176, Estefanía Ramírez, la viuda del conde Ponce de Minerva, fundó un monasterio de monjes cistercienses, que duraría solo hasta el año 1190 en que fue trasladado a Santa María de Benavides (Boadilla de Rioseco), donde el rey Alfonso VIII les había donado una heredad, y pasó a ser el Real Monasterio de Santa María de Benavides.
La familia Enríquez, Almirantes de Castilla, tuvieron en Valverde de Campos una casa-palacio, aunque la sede del almirantazgo la establecieron en Medina de Rioseco. Más tarde, entre los numerosos títulos de nobleza que ostentó esta familia está el ducado de Medina de Rioseco.

#### El episodio de San Isidoro de Sevilla
Una anécdota que nos aporta información interesante sobre Valverde de Campos tuvo lugar en el año 1063, cuando en este pequeño pueblo descansó el cuerpo yacente de San Isidoro de Sevilla, al ser trasladados sus restos mortales desde Sevilla a León a instancias del rey Fernando I. Los restos fueron trasladados por una comitiva formada por el propio rey D. Fernando el Magno y sus tres hijos D. Alfonso, D. Sancho y D. García, que trasladaban los restos de San Isidoro sobre sus hombros y con los pies descalzos. Durante dicha estancia tuvieron lugar una serie de milagros. En palabras de José Manzano:
Entrò en Villaverde de Rioseco, y de orden de el Rey se encaminò à la Iglesia principal que se dezia de San Salvador, donde sobre un Altar portatil, con toda reverencia, y asseo, pusieron el Cuerpo Santo. Allì concurriò toda la Vezindad de aquel Pueblo, y su comarca: porque lo que la fama les avia dicho de la carrera desde Sevilla hasta allì, les encendiò en devoción, y ansia de ver tanto Cielo vivo, en cuerpo muerto, y no perder la ocasion de remediar à milagros, sus necessidades. Padecianla grande entonces, por falta de agua, aviendo sido muy desaproposito el Otoño para la sementera, y hallarse entonces, que ya era por Noviembre, sin esperanzas proximas de poderla hazer, por la suma sequedad, destemple de los vientos, y muchas enfermedades, que por tantas, ya era contagio, y la misera gente se via cortada por todas partes, sin saber , que hazerle para vivir. Inspiròles la Divina Misericordia una solemne rogativa à San Isidro, executaronla devotos, aviendose antes prevenido con la purificacion Sacramental de Penitencia, y Eucharistìa, para que levantando al pedir, puras las manos al Cielo, como aconseja San Pablo, tuviesse buen despacho, y prompto el bien formado memorial. Executòse, y sue función de mucho eficaz provecho para lo espiritual, y temporal: porque en el mismo presentar sus peticiones à lsidro, se immutò el Cielo, enterneciò su dureza, lloviò, lo que bastaba, mudaronse los vientos, templòse el contagio, mejoraron los enfermos y contentos todos, no cessaban de repetir gracias à Isidro, por tales beneficios, quedandole muy devotos.
Nótese la referencia que se hace a la existencia de dos iglesias, una de ellas llamada iglesia de San Salvador. También es reseñable que el pueblo recibe el nombre de Villaverde de Rioseco. La anécdota prosigue cuando la comitiva intentó levantar el cuerpo para proseguir el viaje; Don Lucas de Tuy lo relata así:
Mas acaeció que luego se les tornó todo su gozo en tristeza y lloro, porque así como quisieron partiese y tomar el cuerpo santo para caminar con él, no pudieron en manera; y visto aquello, acordaron el rey los suyos todos de tomar las armas de la oración y ayuno, en lo cual perseveraron por tres días con devoción, porque pudiesen mover y llevar el santo cuerpo, y ninguna cosa las aprovechó; y todavía se estaba aquella santa columna de la iglesia inmoble, porque estaba fundada sobre la piedra firme, que era Cristo. De lo cual el rey, y sus hijos y criados eran muy tristes, creyendo que San Isidro había escogido allí morada para su santo cuerpo; pero a los vecinos de aquel lugar y de la comarca era al contrario, que se alegraban y gozaban mucho, pensando que Dios les había dado tan buen patrón para su tierra [...] 
[...] algunas buenas personas, de aquellas que allí estaban con el rey, los cuales se llegaron a él, y le dijeron que les parecía que sería bien que el derecho de patronato que su Real Señoría tenía en aquella iglesia de Villaverde, y da parte de aquel mismo lugar, que pertenecía al rey, lo diese y donase a San Isidro, lo cual el rey hizo luego de muy buena voluntad; y así como hubo hecho la donación, y se hizo el privilegio de ella, luego a la hora, hallaron el cuerpo santo muy ligero de mover, y lo levantaron y caminaron con él muy alegres, cantando y diciendo con gran devoción: ¡Oh cuán precioso y honorable es en el acatamiento del Señor este santo confesor suyo, que llevamos! [...]
[...] Y viendo el buen rey D. Fernando aquella señal maravillosa que Dios había mostrado por su santo confesor, temiendo que le acaeciese otro tanto en los lugares donde hubiese de reposar de allí hasta León, acordó prevenir aquel inconveniente con sus largos dones y servicios que hizo a San Isidro, en tal manera, que le dió y donó por firmes privilegios todos los lugares en que el santo cuerpo había posado hasta allí, y asimismo prometió darle para siempre todos los otros lugares donde posase desde allí hasta León, lo cual el dicho Rey cumplió humilde y devotamente.
Presentamos ahora el escrito de dicha donación que hizo Fernando I a San Isidoro de Sevilla 
Concedimus ibi ecclesiam cum tribus altaribus in Campis Gothorum in Rioseco ad Villam Verde, que dicitur ecclesia S.Salvatorís, in medio primi altaris, ad meridianum partís dextrse altare S. Isidori archiepiscopi, ad leevam vero S. Martini vocatur; concedimus ibi ipsum locellum conclusum, ex quod ibi quievit sanctissimum corpus beatissimi Isidori quando asportatum fuit de Hispali metropolitana.
Nótese cómo en este documento se hace referencia a Valverde de Campos como Rioseco ad Villam Verde, en los Campos Góticos (Campis Gothorum).

#### En el repartimento de los beneficios del obispado
En el repartimento de los beneficios del obispado, mandado hacer por D. Vasco en 1345 y que estaba terminado en 1346, se hace referencia a la existencia de dos iglesias en Valverde de Campos, la iglesia de Santa María y la iglesia de San Julián:
En Valuerde en la eglesia de santa María deue auer vn preste, tres graderos, que son con la media ración del cura dos raciones e los diezmos deste logar pártense en esta manera (espacio en blanco).

En la eglesia de sanct Julián del dicho logar deue auer vn preste, vn gradero, que son con la media ración del cura dos raciones menos tercia e los diezmos deste logar pártense en esta manera la tercia parte al obispo la tercia parte a las eglesias la otra tercia parte a los préstamos e aqui en este dicho logar e en estas dichas eglesias ay de estimación veynte e cinco mrs.

#### Valverde en el Becerro de las Behetrías de Castilla
Valverde de Campos es mencionado en el siglo XIV en el Becerro de las Behetrías de Castilla, perteneciendo a la Merindad del Infantazgo de Valladolid, en el Obispado de Palencia: 
Valuerde
en el obispado de palencia.
Este logar es de don johan alfonso e de mencia fernandes e de pedro fernandes de valuerde e es solariego.
Derechos del rey.
Pagan al rey monedas e seruicios e non pagan fonsadera porque son solariegos nin pagan martiniega nin yantar.
Derechos del señor.
Todo aquel que ha bueyes que ayuda con ellos a su señor vn dia cada mes Et otrosi que le dan de cada casa vna gallina e vna cantara de vino e una emina de trigo e vna marrana que cueste treinta mrs. e dos dineros e dos panes de cada casa. Et otrosi que dan de cada año para segar en agosto cada uno dos obreros. E otrosique les toman sus señores sin fuero e derecho de cada año alas ueces veinte cargas de pan e otras veces treinta o quarenta.

Et otrosi quando casa que les dan veinte carneros e cinquenta gallinas e quando mueren otro tanto e mas cada noche un cesto de paja.
Donde se indica que sus señores son Juan Alfonso, Mencía Fernández y Pedro Fernández de Valverde, de los que es casa solariega. 

### Edad Moderna
En la primera mitad del siglo XVI fue señor de Valverde de Campos Juan de Vega (también señor de Castil de Vela), según escribió el Arcediano del Alcor en su Silva Palentina, en donde hace un inventario de los señores que tienen tierras en Campos, en el Obispado de Palencia.

#### Censo de los obispos de 1587
Valverde de Campos aparece en el llamado Censo de los Obispos de 1587. Aunque este censo es incompleto y poco fiable, la relación de pueblos que contiene y su pertenencia a las distintas diócesis es una información valiosa. En este censo, Valverde de Campos es incluido en el arciprestazgo de Medina de Rioseco, perteneciente al Obispado de Palencia, y se afirma que cuenta con una pila bautismal y con 121 vecinos feligreses (donde por vecinos feligreses se cuenta a clérigos, casados, viudos y viudas que mantienen casa, y sin los monasterios de frailes y monjas que hay en el dicho obispado).

#### Tempestades y langostas el 1 de junio de 1651
Como recoge el historiador Anastasio Rojo Vega el mediodía del 1 de junio de 1651 la villa de Valverde de Campos fue asolada por una tempestad (que también afectó a otros lugares de la comarca) y una plaga de langostas. 

El procurador general de la villa de Valverde de Campos, Juan Merino, el 3 de febrero de 1652 en Medina de Rioseco, solicitó al Rey una rebaja de tributos, y en la solicitud relata:
[...] en primero de junio del año pasado de mil y seiscientos y cinquenta y uno estando prosima la cosecha de frutos de pan y vino de las heredadese de aquel termino como tanbien subcedio a otras comarcas y a esta ciudad [Medina de Rioseco] fue nuestro señor servido de que a la ora de onçe o doçe del dicho dis con piedra y otras tenpestades inviadas de nuestro señor el que se asolasen arruinasen y perdiesen todos frutos de pan y bino asta los prados de yerva y sin que en la dicha villa quedase aprovechamiento ni recoger [...]
Las consecuencucias económicas fueron tales que más de 10 vecinos abandonaron el pueblo y otros tantos tuvieron que salir a otros pueblos de la comarca en busca de un salario. El barbero Andrés González, vecino de Medina de Rioseco, acudió a Valverde dos días después, a curar a algunos enfermos y afeitar a los vecinos, y relata la granizada como la mayor que han conocido los hombres. En sus palabras:
[...] que la dicha tenpestad fue la mayor que memoria de honbres an bisto y alcançado a oir respeto queste testigo allo liebres y palomas muertas de la dicha piedra [...]
Este testigo también afirma que hubo personas que sacaron a sus ganados de la villa para que no enfermasen por beber el agua dejada por la tempestad, que estaba infestada de langostas. Esto lo confirma otro vecino de Medina de Rioseco, Simón de Salamanca Orduña, que tenía a su ganado pastando en Valverde y que tras ver el resultado de la tempestad lo llevó a pastar a otro término. Relata Simón de Salamanca que el término de Valverde quedó tan arruinado que:
[...] que ni se segaron las tierras questavan senbradas de todo xenero de pan ni las biñas se bendimiaron y los prados consumida y talada la yerba y los pastos sin provecho de tal calidad que pareçia que las heredades de pan no se avian senbrado que las viñas estavan como en el invierno y los prados como si no lo fueran [...]

#### SigloXVIII
A mediados del siglo XVIII en la economía de la comarca de Tierra de Campos predominaba el cultivo del cereal. Se cultivaba especialmente el trigo y en menor medida la cebada y el centeno. También se cultivaban viñedos y leguminosas. La mayoría de comarcas solo contaba con tierras de cultivo de secano y tan solo catorce localidades poseían huertas que se regaban con noria o a pie. Valverde de campos, junto con Cabezón de Valderaduey, Mayorga, Valdenebro de los Valles y Villahamete, era una excepción a esta regla puesto que disponía de prados de regadío.

A finales del siglo XVIII Antonio Ponz relata en su Viaje de España:
El Marques de Monreal en su Lugar de Valverde ha logrado, valiéndose de un labrador Murciano, cosechas, y frutos, cuyo nombre de algunos aun no habia llegado á este país. Era por lo pasado mucha la abundancia de frutas que se cogia en las huertas de Rioseco; y tenían una ordenanza de que no pudiesen entrar los de Toro, y de otras partes á vender las suyas, hasta consumir las de la tierra. Hoy solo han quedado pocos huertecillos de diversión, y en algunos, olivos muy crecidos, para prueba de que se dan bien estas plantas.

##### Catastro del marqués de la Ensenada (1752)
A esta época pertenece el Catastro de Ensenada, que incluyó a Valverde de Campos en el año 1752. En él se indica que el señorío de la villa pertenece al marqués de Monreal, a quien por dicha razón le pagan cuatrocientos y veinte reales de paja y gallinas.
Se cuantifica la extensión del término de la villa en 3656 varas de oriente a poniente, 6800 varas de mediodía al norte y 20256 varas de perímetro. Se indica que el pueblo limitaba al oriente y norte con el término de Rioseco, al mediodía con el de Castromonte y al poniente con el de Villabrágima.
Según el catastro, Valverde contaba con 113 vecinos, 107 casas habitables, 3 casas en ruina, 16 pajares y 3 paneras. Había una taberna cuyo arrendamiento correspondía al común. No había hospitales, aunque tenían una pequeña porción de tierra cuyo producto se destinaba a mantener a los pobres; pero era tan insuficiente esta porción para mantener a ningún pobre que hacían limosna de ella.
Vivían en la villa un cirujano llamado Pablo Mustares, el escribano Felipe Mateo, el arriero Pedro Martínez, el molinero Manuel González, el herrero Gerónimo González, el sastre Francisco Hernández y el maestro de primeras letras y sacristán Pedro Díez Maestro. Además en Valverde vivían 17 panaderos, 1 albañil, 21 jornaleros que se dedican al cultivo de las viñas, 43 labradores, 7 pastores de ganado lanar y un miliciano que trabajaba de jornalero por no esta en cuerpo reglado. Había 4 pobres de solemnidad, 1 impedido y 3 clérigos de órdenes mayores: Pablo Garrote, Manuel Carretero y Joseph Mateo. No había cambistas o mercaderes.
En el término se podían encontrar cultivos de hortaliza y árboles frutales (en tierras de primera calidad) con regadío por arroyo de fuentes. El plantío de árboles estaba ordenado por hileras mientras que el de negrillos no tenía orden. Había viñas de uva blanca sin árboles, plantadas sin orden (en tierras de primera, segunda y tercera calidad), ferrenales para forraje que se sembraban todos los años y que eran de regadío. También tenían cultivos que se sembraban cada segundo año de cebada (en tierras de primera calidad) y trigo (en tierras de las tres calidades). Prados de regadío (en tierras de primera calidad) y secano. Disponían de eras (en tierra de primera calidad) que servían para trillar. Había también algunas tierras baldías (de calidad ínfima).
El pueblo contaba con cinco casas de molino de cubo que molían con agua de manantiales de una rueda cada una, que pertenecían al marqués de Monreal, cuya maquila anual era de diez cargas de trigo por cada molino más las doce cargas de trigo que percibía Manuel González por administrar dichos molinos. Existían doce colmenas instaladas en huertos de la villa. También había dos palomares.
Por último, en el Catastro de la Ensenada también se especifica la cabaña ganadera de Valverde. Tenían mulas, machos, bueyes, vacas, yeguas y caballos para la labranza. También yeguas para parir, pollinas de carga, ovejas, cabras y cerdos. Se indica que en el término de la villa no pastaba ganado de otros pueblos, así como que el ganado de Valverde no salía a otros pueblos a pastar.

##### Cofradías en Valverde de Campos en el año 1772
En el Expediente de remisión por parte de Juan Núñez, intendente de León, sobre el estado de las cofradías, congregaciones y hermandades que hay en su jurisdicción, se aporta información sobre las 7 cofradías que existían en Valverde de Campos en el año 1772, tal como las heredades de cada cofradía, la cuota de los miembros o los gastos de las mismas. Estas 7 cofradías eran:
- Cofradía del Santísimo
- Cofradía de la Cruz
- Cofradía de Nuestra Señora del Rosario
- Cofradía del Santísimo Cristo de San Julián
- Cofradía de las Benditas Ánimas
- Cofradía de San Antonio Abad
- Cofradía de Nuestra Señora de la Piedad

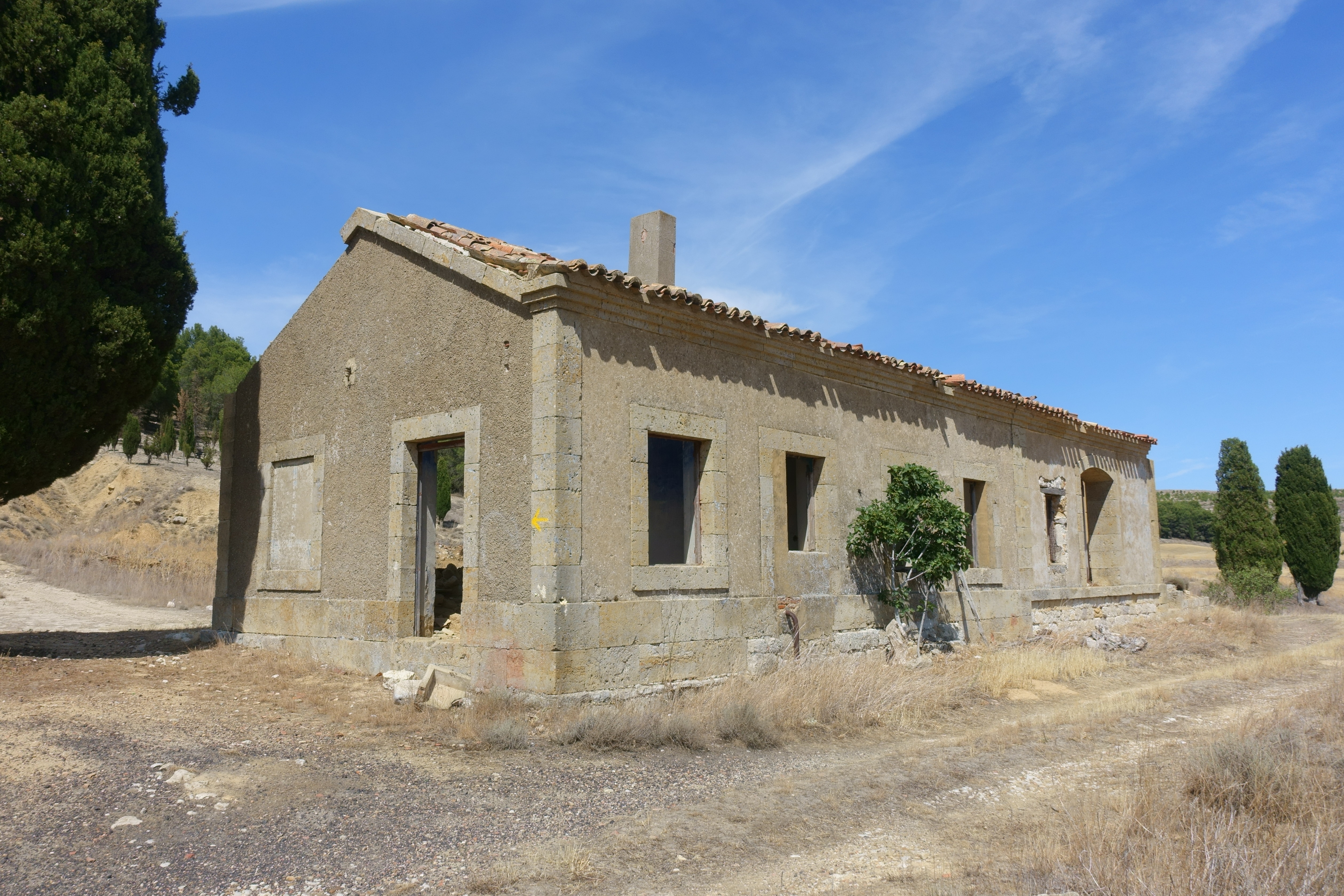
Antigua estación de ferrocarril

Además, se nos dice que la Cofradía de Nuestra Señora de la Piedad estaba formada solo por mujeres.

### Edad Contemporánea
Don Juan Ortega Rubio en su libro Los pueblos de la provincia de Valladolid hace referencia a una visita suya a Valverde en estos términos:
El 16 de Agosto de 1892 he podido ver, que la huerta se explota casi solamente para el cultivo de hortalizas y cereales; pero todavía se hallan algunos perales, cuya fruta es más estimada que la de Valencia, Andalucía ó Murcia.

## Demografía

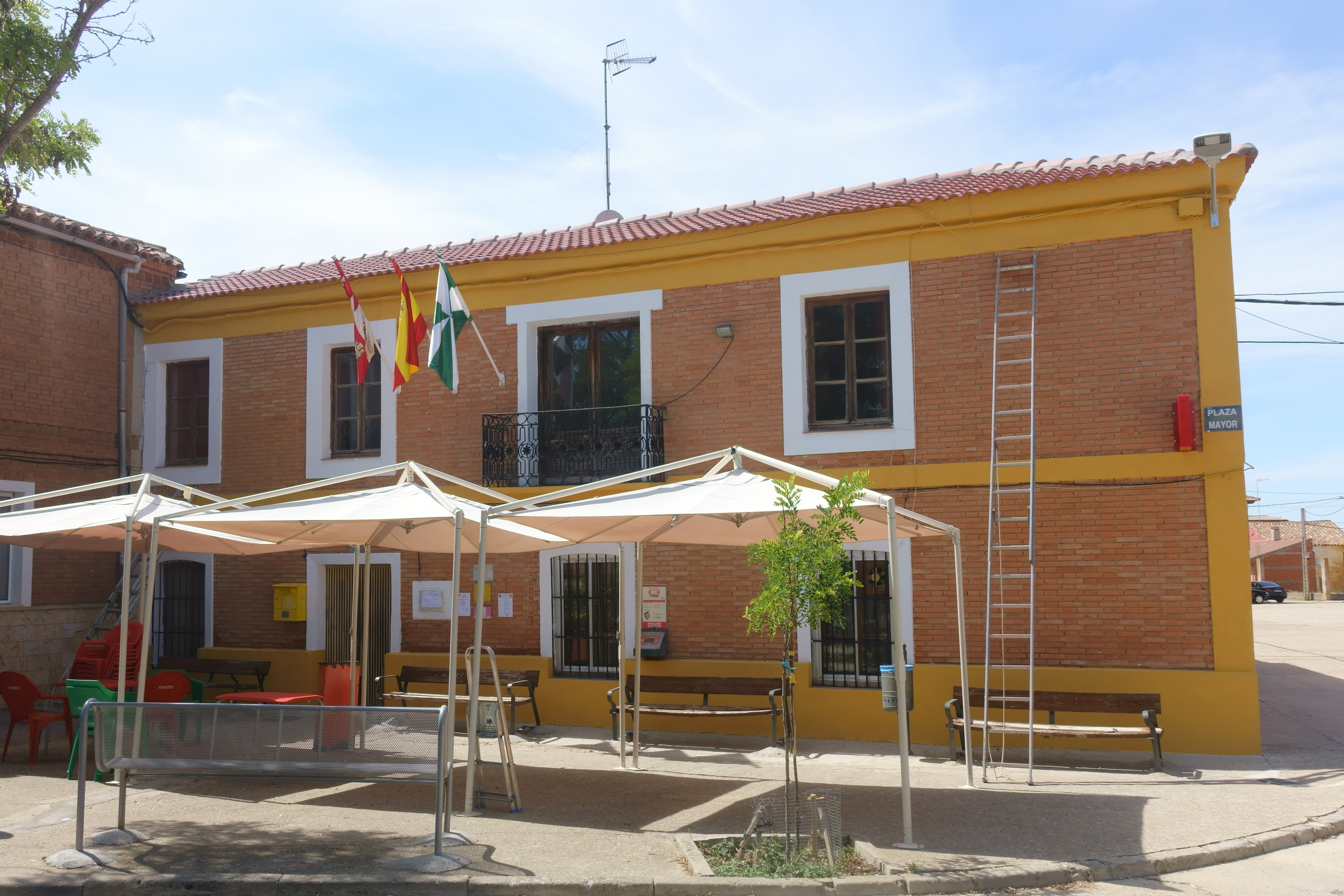
Casa consistorial

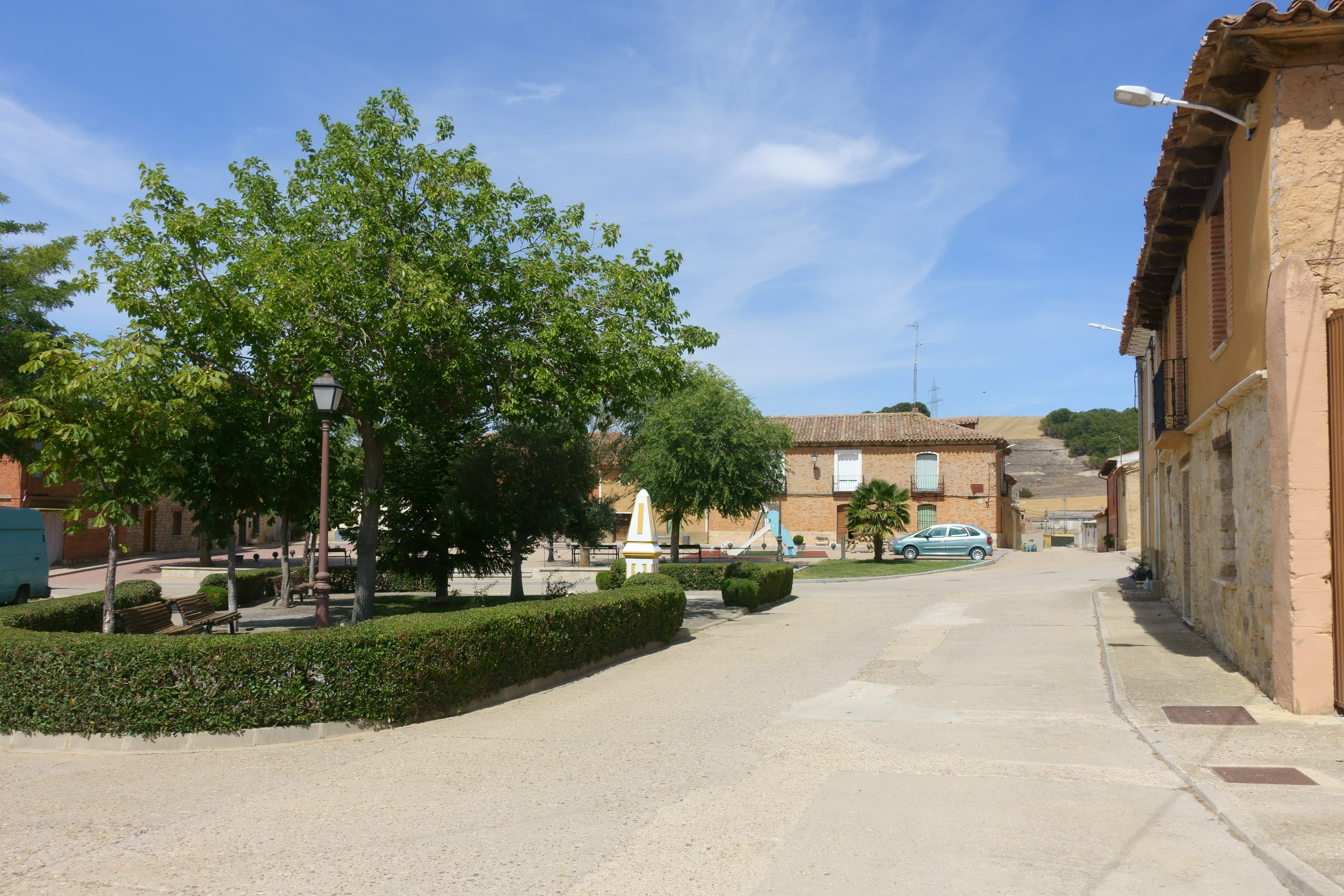
Plaza Mayor

Valverde de Campos cuenta con una población de 91 habitantes (INE 2024).
| Gráfica de evolución demográfica de Valverde de Campos entre 1842 y 2021                                                                                      |
| |
| Población de derecho según los censos de población del INE Población de hecho según los censos de población del INEEn este censo se denominaba Valverde: 1842 |

## Cultura

### Patrimonio

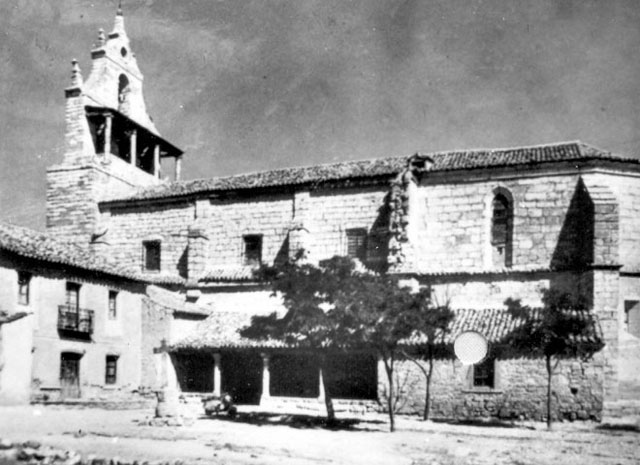
La iglesia de Santa María en una imagen antigua

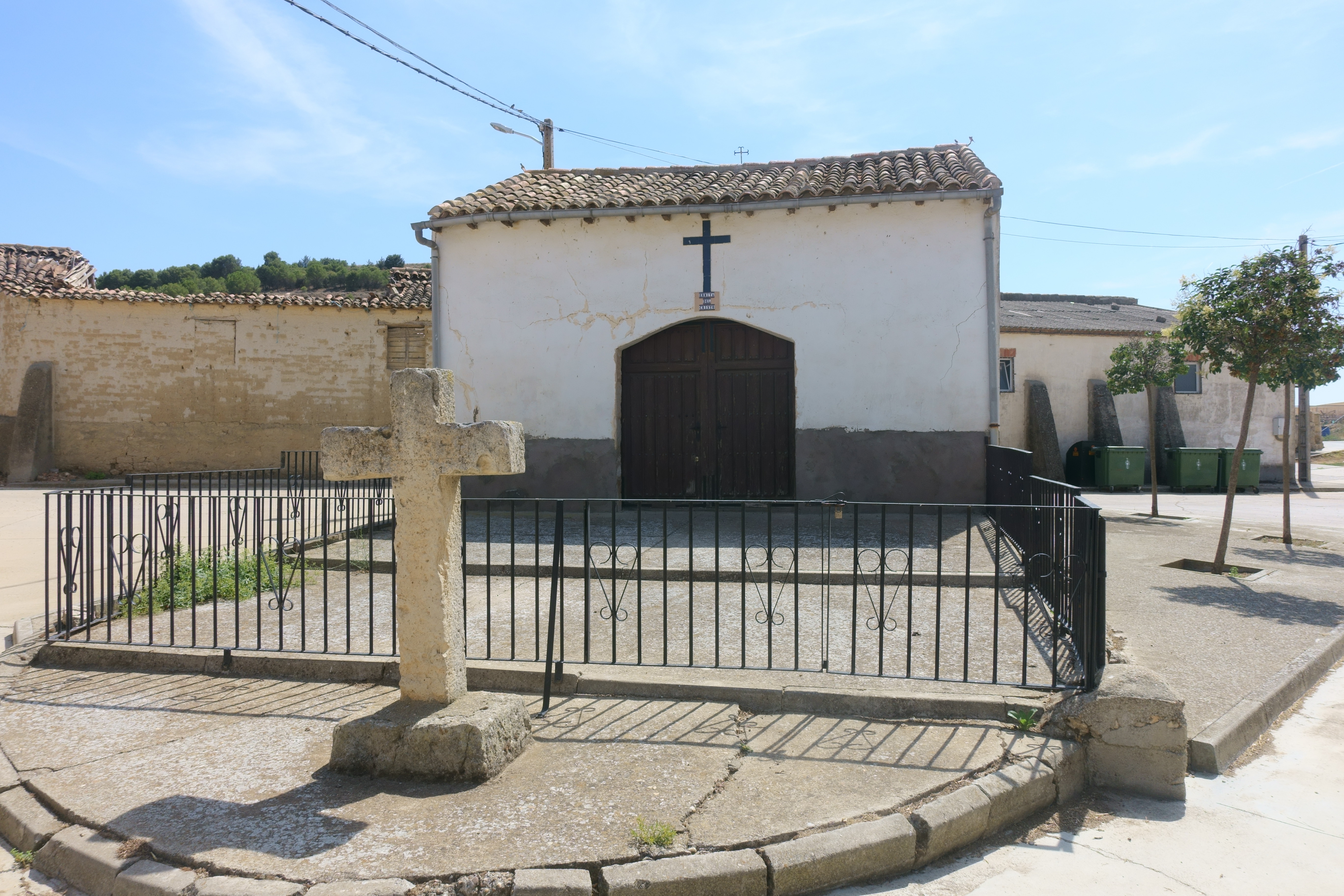
Ermita del Cristo

Dentro del casco urbano existe una casa-palacio que perteneció a Valentín Valverde y Madrigal, ricohombre castellano, originario del vecino pueblo de Gatón de Campos, del siglo XVI, que fue trasformada en el siglo XVIII por su nuevo propietario el Marqués de Monreal, que también se apropió del señorío de Villabrágima. Esta casa-palacio se conserva en mal estado y totalmente descuidada, tanto el edificio, como la muralla y puerta adintelada que da paso al recinto interior. Hoy en día es de propiedad particular.[cita requerida]
En Valverde de Campos se encuentra la iglesia de Santa María que data del siglo XVI; es de piedra, con una sola nave dividida en cuatro tramos que se cubren con bóveda de cañón, con lunetos de yeso, excepto el del crucero que lleva bóveda de crucería estrellada y tiene arco triunfal apuntado. Coro alto. Puerta adintelada en el lado de la Epístola. Espadaña de dos cuerpos de piedra a los pies. La capilla mayor está iluminada por dos ventanales de perfil gótico. Se cree que las trazas de la iglesia fueron dadas por Gaspar de Solórzano, arquitecto de la catedral de Palencia, que en aquel tiempo dirigía las obras que se estaban realizando en la iglesia de Santa María de Mediavilla de Medina de Rioseco. El retablo mayor, construido la primera mitad del siglo XVIII, fue realizado por el escultor vallisoletano Alonso del Manzano y consta de banco y dos cuerpos.
Una de las campanas de Valverde de Campos (CTC,Va,213), fechada de 1848, recibe el nombre de María Inmaculada. Otra (CTC,Va,214), de 1962, recibe el nombre de San Urbano. La Iglesia como institución casi nunca era la que costeaba las campanas; por esto, era costumbre que en cada campana se grabara el nombre de quienes hacían el encargo de la misma. En este contexto se enmarca la inscripción que podemos encontrar en una de las campanas de Valverde de Campos, del año 1962, que reza lo siguiente: “EN RECUERDO DEL CANTAMISA DE DON CASIMIRO CARRANZA”.
En esta localidad existe una ermita, probablemente del siglo XVII, llamada "del Cristo".
En la llamada cuesta de los moros, se puede contemplar todavía las ruinas de un castillo.

### Fiestas
- 25 de mayo: San Urbano. Es la fiesta patronal de Valverde de Campos. Se celebran procesión y verbenas.[6][26]
- 16 de agosto: San Roque. En este día se organiza una parrillada. La noche de la víspera se enciende una hoguera.[26]